# Schaaknovelle
Schaaknovelle (Duits: Schachnovelle) is een novelle van Stefan Zweig geschreven in ballingschap in Brazilië tussen 1938 en 1941. Het is het laatste en meest bekende van zijn werken. Het verscheen in het oorlogsjaar 1942.

## Verhaal
De raamvertelling, die voor velerlei interpretaties vatbaar is, handelt over een tweetal schaakpartijen tussen twee diametraal tegenovergestelde karakters: de regerend wereldkampioen Mirko Czentowitz en de onbekende Dr. B. De verteller, die net als beide spelers passagier is aan boord van een schip op weg van New York naar Buenos Aires, Argentinië, speelt hooguit een faciliterende rol door beide tegenstanders tot de eerste schaakpartij te verleiden. De hoofdfiguren zijn zonder twijfel beide schakers.
Czentowitz is van oorsprong een verweesde schipperszoon wiens schaaktalent bij toeval wordt ontdekt en hem zo helpt ontsnappen aan een uitzichtloos bestaan. Ondanks zijn talent is hij echter niet in staat een partij "blind" te spelen, hij moet een schaakbord voor zich hebben om te kunnen spelen. Hij heeft echter slechts interesse in het geldelijk gewin en zijn talent heeft hem hoogmoedig gemaakt. Tegen betaling speelt hij een partij tegen een verzameling andere passagiers van het schip. Op het moment dat ze op het punt staan in een schaaktechnische val van de wereldkampioen te trappen en daarmee de partij te verliezen, intervenieert Dr. B. en de partij eindigt, tot verbazing van de passagiers, in remise. Dit wekt de interesse van de aanwezigen. De verteller, die een landgenoot, dat wil zeggen Oostenrijker is, wordt eropuit gestuurd Dr. B. tot een schaakpartij tegen de wereldkampioen te verleiden.
Dr. B. blijkt een advocaat te zijn zonder speciaal schaaktalent die, na vier maanden eenzaam opgesloten te zijn door de Gestapo, een schaakboek met 150 beroemde partijen steelt en dat gebruikt om zijn geestelijke stabiliteit te bewaren door alle partijen uit zijn hoofd te leren. Omdat hij na enige tijd alle partijen kent, begint hij tegen zichzelf te spelen, maar hij komt al snel tot de conclusie dat dat slechts mogelijk is als hij zijn "zelf" splitst in een zwarte en een witte helft, die van elkaars plannen niet op de hoogte zijn en na een verloren partij onmiddellijk revanche eisen. Deze zelfopgelegde schizofrenie resulteert in een zenuwinzinking die hem, met de hulp van een arts, uit de klauwen van de Gestapo redt.
De eerste partij wordt door Dr. B. gewonnen, die zijn winst met een bot "Zo! Klaar!" aankondigt, hoewel de toeschouwers niet begrijpen waarom. De regerend wereldkampioen echter erkent zijn verlies, zijn eerste in maanden, door alle stukken van het bord te vegen. Hoewel Dr. B. eerder heeft aangekondigd maar één partij te willen spelen, alleen om te zien of hij het tegen een mens van vlees en bloed kan opnemen, om een streep onder zijn pijnlijke verleden te zetten, raakt hij door de schaakkoorts bevangen en stemt toe in een revanche. De tweede partij verliest hij op even dramatische wijze. Czentowitz aarzelt opzettelijk lang bij iedere zet en drijft daarmee zijn tegenstander tot wanhoop. Uiteindelijk kondigt Dr. B. op triomfantelijke manier zijn winst aan, maar moet even later toegeven dat hij een andere partij, die in zijn hoofd, verwart met de partij op het bord.

## Schaak in de novelle
Hoewel Stefan Zweig zelf geen erg goede schaker was, speelt "Het spel der koningen" een belangrijke rol. De langzame, "mechanische", stijl van Czentowitz staat in sterk contrast tot de visionaire, gedreven speelstijl van Dr. B. De schrijver concentreert zich op de psychologie van het spel en de spelers. Czentowitz buit het voordeel dat hij op zijn onstabiele tegenstander heeft in de tweede partij genadeloos uit. Geen van de partijnotaties wordt in het boek vermeld, maar de beschrijving van de partij die Czentowitz tegen de passagiers speelt, doet Dr. B. denken aan een partij tussen Aljechin en Bogoljoebov uit 1922. Die partij kende Zweig waarschijnlijk uit Die hypermoderne Schachpartie van Sawielly Tartakower waarvan een exemplaar in de nalatenschap van de schrijver gevonden werd. Ook de tegenzet die Dr. B. aanraadt is uit deze partij afkomstig die eveneens in remise eindigde.

## Film
In 1960 ging de Duitse speelfilm Schachnovelle onder regie van Gerd Oswald in première, die op Zweigs boek is gebaseerd. In de film speelt Curd Jürgens de rol van Dr. B. en Mario Adorf die van Mirko Czentovitz. De Duitse grootmeester Rudolf Teschner gaf hierbij technisch advies.
In 2021 verscheen een gelijknamige Duits-Oostenrijkse filmbewerking van het boek in de bioscoop, geregisseerd door Philipp Stölzl en met Oliver Masucci als Dr. Josef Bartok (Dr. B.) en Albrecht Schuch als Franz-Josef Böhm (Mirko Czentovitz).

## Eerste druk

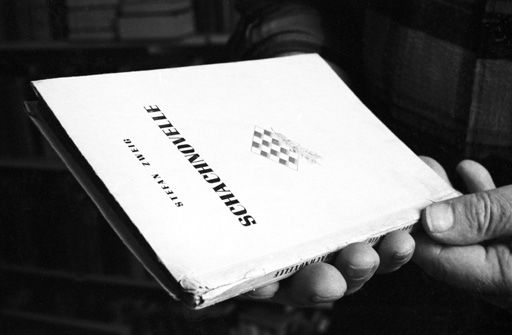
Eerste editie
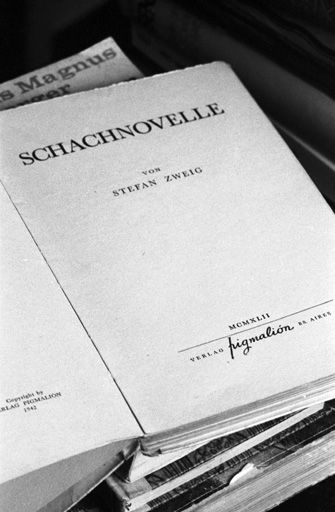
Eerste druk van Schachnovelle